# سان رافييل ديل ريو
بلدية سان رافييل ديل ريو (بالإسبانية: San Rafael del Río)‏ (بالفالنسية:Sant Rafel del Ríu)، هي إحدى بلديات مقاطعة كاستيلون التي تقع في منطقة بلنسية، في شرق إسبانيا.
يبلغ عدد سكانها 511 نسمة وفقاً لإحصائية سنة (2006).